# Martha Rocha (política)
Martha Mesquita da Rocha (Rio de Janeiro, 30 de abril de 1959) é uma ex-delegada de polícia e política brasileira, filiada ao Partido Democrático Trabalhista. Atualmente é deputada estadual do Rio de Janeiro.

## Biografia
Passou a infância e a juventude junto com seus dois irmãos no bairro da Penha, na Zona Norte do Rio de Janeiro, onde seus pais portugueses se fixaram após virem de uma aldeia de Trás-dos-Montes. Antes de entrar na Polícia Civil aos 23 anos, tornou-se professora de ensino fundamental.
Formada em Direito pela Universidade Federal do Rio de Janeiro (UFRJ), sua formação acadêmica inclui especialização em Direitos Humanos na Universidade Candido Mendes e no Curso Superior de Polícia ministrado pela Universidade Estadual do Rio de Janeiro (UERJ), tem pós-graduação em Direito Penal e Processo Penal pela Universidade Estácio de Sá, como também em Administração Pública pela UERJ e pela Escola de Políticas Públicas e de Governo da UFRJ.
Em 1983, tornou-se escrivã na Polícia Civil, em um local onde não havia banheiro feminino, que acabou sendo conquistado após suas manifestações. Sete anos depois, ocupou o cargo de delegada, em que participou da criação das Delegacias Especializadas de Atendimento à Mulher. Em 1993, se tornou a primeira mulher a chefiar o Departamento Geral de Polícia Especializada e em 2011 entrou para a história como a primeira mulher a assumir a Chefia da Polícia Civil.
Sua gestão ficou marcada pelo foco nas ações de prevenção aos crimes contra mulheres, a criação da Cidade da Polícia,  as melhorias no atendimento nas delegacias e a ampliação no serviço de registro de ocorrência online, além de ações de combate ao contrabando, à pirataria e à contravenção.
No dia 13 de janeiro de 2019, seu carro foi alvo de disparos após um homem encapuzado portando fuzil descer de um utilitário e efetuá-los contra o veículo da deputada no bairro da Penha, Zona Norte do Rio de Janeiro.

## Carreira política
Tentou se eleger deputada estadual em 2002 e em 2006 pelo PSB, não obtendo votos suficientes. Pelo mesmo partido, em 2004 candidatou-se ao cargo de vice-prefeita na chapa do ex-deputado federal Jorge Bittar (PT), ficando em 5° lugar do pleito vencido por César Maia em primeiro turno.
Em 2014, foi eleita para a legislatura 2015-2019 pelo PSD, e assumiu a presidência da Comissão de Segurança Pública e Assuntos de Polícia da ALERJ. Em abril de 2015, votou a favor da nomeação de Domingos Brazão para o Tribunal de Contas do Estado do Rio de Janeiro, nomeação que foi muito criticada na época. No dia 20 de fevereiro de 2017, votou contra a privatização da CEDAE.
Em 2018, foi reeleita deputada estadual pelo PDT. Em seu segundo mandato, tornou-se presidente da CPI do Feminicídio e da comissão de fiscalização dos gastos do estado do Rio de Janeiro no combate à COVID-19. 
Em 2020, foi candidata a prefeita da cidade do Rio de Janeiro, e terminou a eleição em 3.° lugar com 11,30% dos votos válidos.
Em 2022, foi reeleita deputada estadual com 61.767 votos.
Em fevereiro de 2024, votou contra a manutenção do mandato da deputada Lucinha, que havia sido afastada do cargo pelo Tribunal de Justiça do estado, acusada de possuir ligações com milicianos.

## Desempenho eleitoral
| Ano  | Eleição                      | Cargo             | Partido | Coligação                               | Chapa                | Votos   | %      | Resultado           |
| ---- | ---------------------------- | ----------------- | ------- | --------------------------------------- | -------------------- | ------- | ------ | ------------------- |
| 2002 | Estaduais no Rio de Janeiro  | Deputada estadual | PSB     | Rio Esperança e Dignidade (PSB,PST,PTC) | —                    | 10.074  | 0,14%  | Não eleita          |
| 2004 | Municipal do Rio de Janeiro  | Vice-prefeita     | PSB     | Unidos Para Mudar o Rio (PT,PTB,PSB)    | Jorge Bittar (PT)    | 217.753 | 6,31%  | Não eleita 5° lugar |
| 2006 | Estaduais no Rio de Janeiro  | Deputada estadual | PSB     | Um Rio de Todos (PSB,PT)                | —                    | 18.194  | 0,22%  | Não eleita          |
| 2014 | Estaduais no Rio de Janeiro  | Deputada estadual | PSD     | —                                       | —                    | 52.698  | 0,68%  | Eleita              |
| 2018 | Estaduais no Rio de Janeiro  | Deputada estadual | PDT     | —                                       | —                    | 48.949  | 0,63%  | Eleito              |
| 2020 | Municipais no Rio de Janeiro | Prefeita          | PDT     | Unidos Pelo Rio (PDT,PSB)               | Anderson Quack (PSB) | 297.751 | 11,30% | Não eleita 3° lugar |
| 2022 | Estaduais no Rio de Janeiro  | Deputada estadual | PDT     | —                                       | —                    | 61.767  | 0,72%  | Eleita              |